# کارلو دوسه
کارلو دوسه (ایتالیایی: Carlo Duse؛ ‏ ۵ ژانویهٔ ۱۸۹۸ – ۹ سپتامبر ۱۹۵۶) هنرپیشه اهل ایتالیا بود.
از فیلم‌هایی که وی در آن نقش داشته‌است، می‌توان به نامزدشده، عاشق مجنون‌وار، پوچینی، مسالینا، زن نابینای سورنتو، جوزپه وردی، آخرین روزهای پمپئی، نغمه‌های جاویدان، تمام رم در برابر او لرزید و آنتونیوی لیسبونی اشاره کرد.